# Harald le Vieux
Harald le Vieux (en vieux norrois : Harald hinn Gamli), né vers 568 et mort vers 610, est un roi semi-légendaire scandinave (régnant principalement sur la Scanie) appartenant à la dynastie des Skjöldungs, qui règne aux VIe et VIIe siècles.
Harald apparait uniquement dans le récit Hversu Noregr byggðist, mais son père ses fils et descendants jouent un rôle important dans les sagas relatives à la Scanie.

## Biographie

### Hversu Noregr byggðist
Le Hversu Noregr byggðist rapporte qu'il est le fils de Valdar (en), lui-même fils de Hróarr (c'est-à-dire: le roi Hroðgar de Beowulf). Harald serait le père de Halfdan le Vaillant et donc le grand père de Ivar Vidfamne.

### Skjöldunga saga
La Skjöldunga saga relève que ce même Valdar (en) (i.e. le père d'Harald) conteste à Rörek, le cousin de Hróarr (Hrothgar), le droit de succéder à Hrólfr Kraki (Hroðulf) comme roi des Danois. Après le conflit, Rörek s'empare de  Zealand, pendant que Valdar prend la Scanie.

### Selon la Saga des Ynglingar
Dans la  Ynglinga saga, Snorri Sturluson écrit que le fils de Harald, nommé Halfdan le Vaillant, est le père d'Ivar Vidfamne.
Le roi suédois Ingjald le mal-conseillé (en vieux norrois : Ingjald illråde) marie sa fille Åsa au roi Guðröðr de Scanie (l'autre fils de Harald). Cette dernière pousse ensuite Guðröðr à assassiner son frère Halfdan.
On dit qu'elle causera plus tard également la mort de Guðröðr avant de s'enfuir sous la protection de son père. Par la suite, les gens la surnomment « Åsa Illråde » comme son père Ingjald. Le fils d'Halfdan Ivar Vidfamne rassemble une grande armée et assiège Ingjald et sa fille à Ræning, poussant les deux à se suicider en s'imolant par le feu à l'intérieur de leur salle des banquets.

### Selon la Hervarar saga Saga
Alors que le Hversu Noregr byggdist et la Saga des Ynglingar ne donnent pas d'informations sur la mère d'Halfdan, la Saga de Hervor et du roi Heidrekr précise que c'était Hild, la fille du roi gothique Heiðrekr Ulfhamr, le fils de Angantyr qui a défait les Huns.
Elle raconte ensuite qu'Halfdan avait pour fils Ivar Vidfamne, qui a attaqué le souverain Ingjald et le poussa Ingjald à se suicider en brûlant son propre palais à Ræning avec l'ensemble de sa suite. Après cela, Ivar Vidfamne conquit la Suède.

## Famille

### Mariage et enfants
De son mariage avec Hilde, il eut un fils, Halfdan le Vaillant.

### Sources
- (en) Cet article est partiellement ou en totalité issu de l’article de Wikipédia en anglais intitulé « Harald the Old » (voir la liste des auteurs).